# Заозерский, Александр Иванович
Александр Иванович Заозерский (1874—1941) — русский и советский историк.

## Биография
Родился 21 марта 1874 года в селе Апухтино Тверской губернии (по другим данным — в селе Леонтьевское Угличского уезда Ярославской губернии) в семье священника. Окончил Вифанскую духовную семинарию, а в 1898 году — Московскую духовную академию со званием магистранта, после чего преподавал в Архангельской и Орловской духовных семинариях. В 1910 году окончил историко-филологический факультет Санкт-Петербургского университета, и был оставлен при университете. Его учителем был С. Ф. Платонов.
Преподавал на Бестужевских курсах, в Психоневрологическом институте, в женской гимназии Л. С. Таганцевой, на Высших курсах Лесгафта, в Педагогическом институте им. Н. А. Некрасова. С сентября 1915 года — приват-доцент Санкт-Петербургского университета, со 2 ноября 1918 года — профессор. 30 апреля 1917 года защитил магистерскую диссертацию «Царь Алексей Михайлович в своём хозяйстве». Этот его труд был основан на хорошо изученном архивном материале, в нём описывается история феодального хозяйства дворцовых крестьян.
1 июля 1924 назначен на должность старшего библиотекаря, учёного специалиста 2-го разряда Рукописного отделения Библиотеки Академии наук. С 1 октября 1925 года — на должности учёного хранителя. C 1924 года — редактор исторического сборника «Века».
В 1929 году был арестован по делу религиозно-философского кружка «Воскресение», затем по «Академическому делу». Приговорён к ссылке на Соловки, которую впоследствии заменили на Алма-Ату.
В середине 1930-х годов вернулся из ссылки, продолжил заниматься наукой. Сотрудничал с Академией наук СССР и Государственным литературным музеем. Занимался исследованием архивных документов петровской эпохи.
Скончался 1 октября 1941 года в деревне Леонтьевское Большесельского района Ярославской области.

## Сочинения
- Земские соборы, в кн.: Три века. Россия от Смуты до нашего времени. Исторический сборник, под ред. В. В. Каллаша, т. 1, М., 1912;
- Царь Алексей Михайлович в своём хозяйстве. Пг., 1917. 352 с.;
- Боярский двор. Страничка из истории одного боярского дома, «Русский исторический журнал», 1922, № 8;
- Экспедиция на Мадагаскар при Петре Великом, в кн.: Россия и Запад, т. 2, П., 1923;
- Царская вотчина XVII в. Из истории хозяйственной и приказной политики царя Алексея Михайловича . М., 1937. 305 с.;
- Александр Романович Воронцов. К истории быта и нравов XVIII в., «Исторические записки», 1947, т. 23.
- Фельдмаршал Б. П. Шереметьев М., 1989. 310 с.